# Gopi (Mythologie)

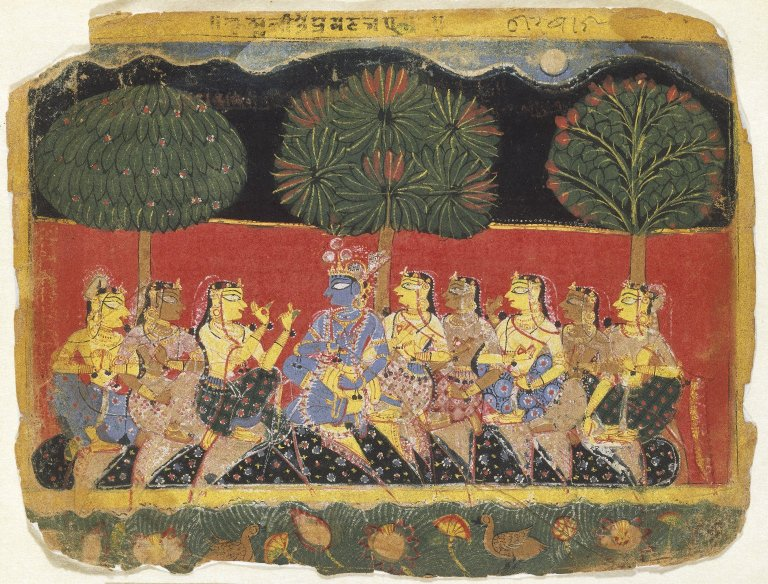
Krishna und die Gopis (um 1540)

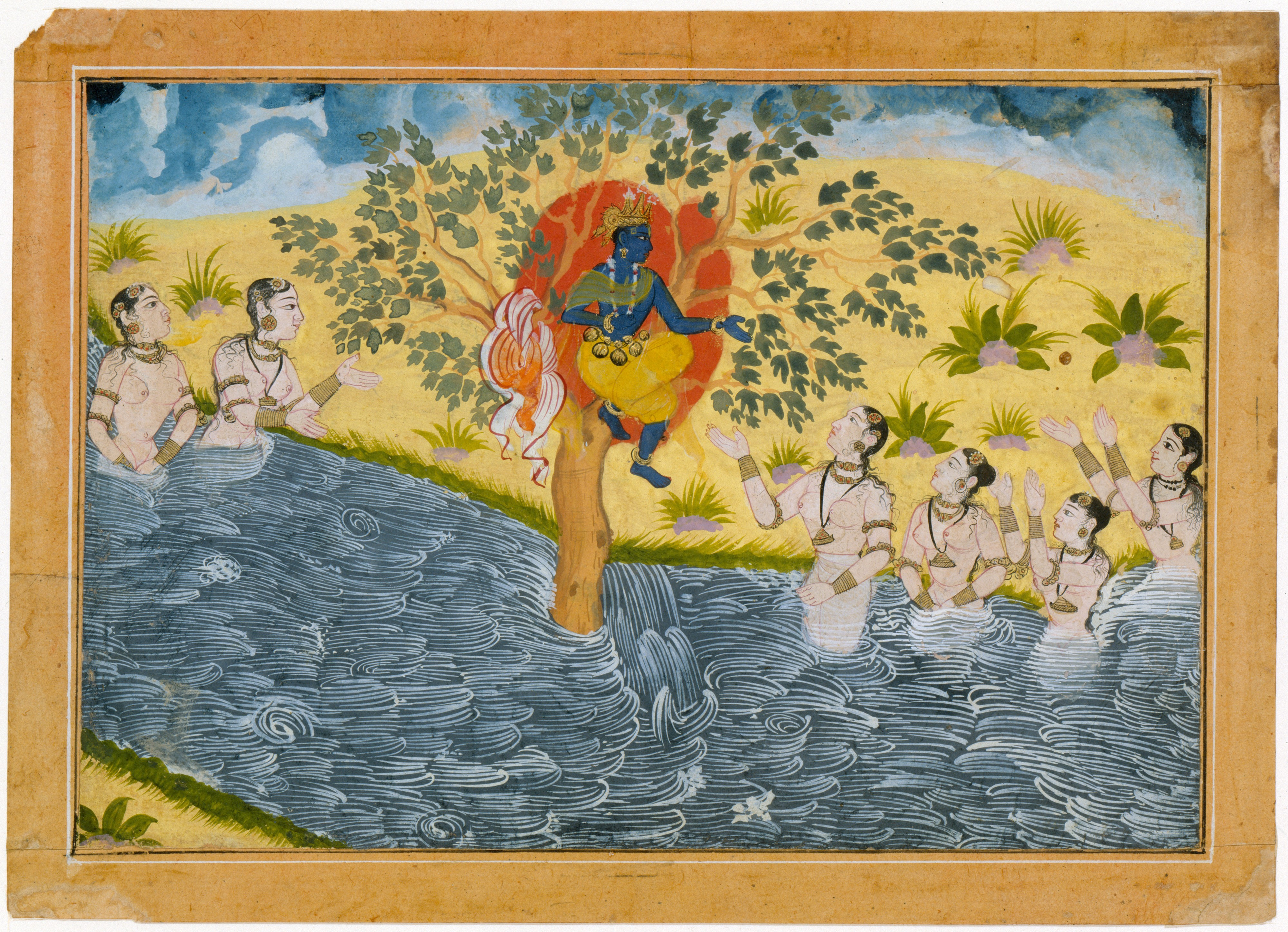
Krishna und die Gopis (um 1610)

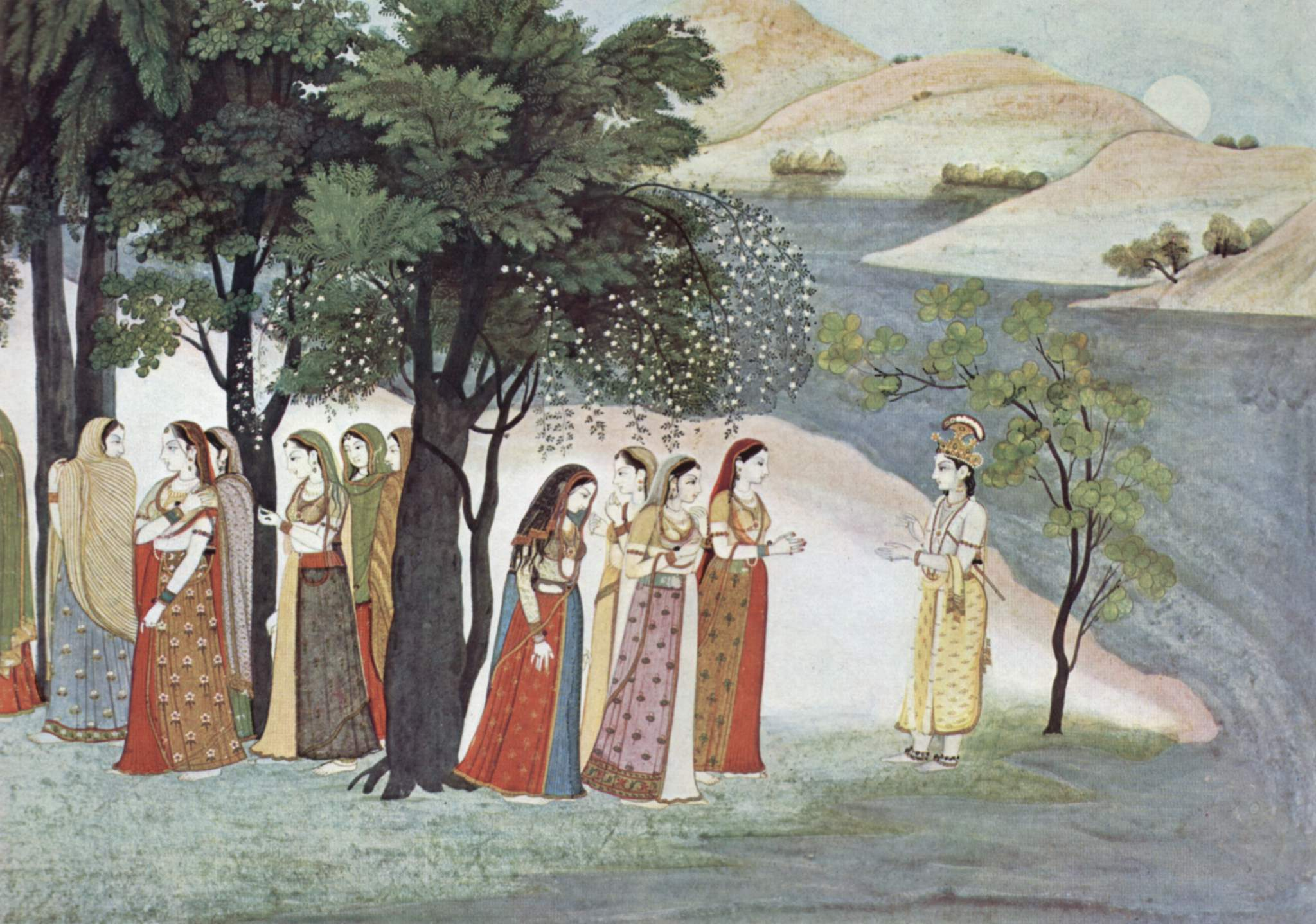
Krishna und die Gopis (um 1760)

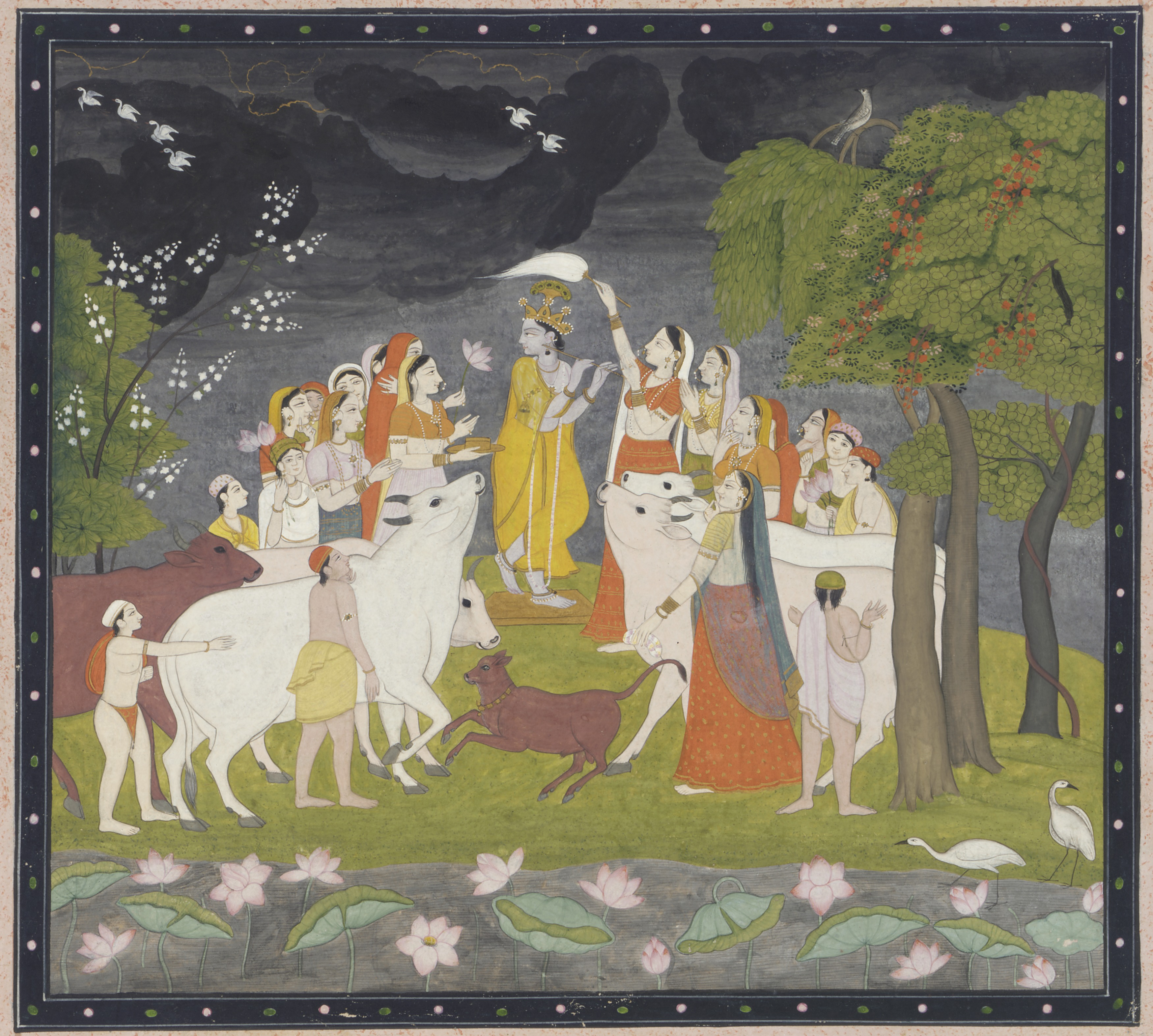
Krishna und die Gopis (um 1790)

Gopīs (गोपी) oder Gopikās (गोपिका) sind in der indischen Mythologie Kuhhirtinnen, häufig „Milchmädchen“ genannt, die zusammen mit dem Gott Krishna spielen und von Anhängern des Vishnuismus wegen ihrer Hingabe (Bhakti) an Krishna verehrt werden. Radha, die Geliebte Krishnas, war einst eine Gopi. Die Gopis werden im Bhagavatapurana und anderen Puranas erwähnt und sind auch ein häufiges Thema in der hinduistischen Kunst.

## Etymologie
Die Begriffe gopī (गोपी) bzw. gopikā (गोपिका) stammen aus dem Sanskrit und stellen die feminine Version der Wörter gopa (गोप) bzw. gopaka (गोपक) „Kuhhirte“ (go = „Kuh“, -pa(ka) = „behütend“; gopa(ka) „einer der die Kühe behütet“) dar und bedeuten daher so viel wie „Kuhmädchen“ oder „Kuhhirtin“. Der Begriff kann sowohl die Kuhhirtin an sich, als auch die Frau eines Kuhhirten bezeichnen.

## Geschichte
Zu den Traditionen in den ländlichen Gebieten Indiens gehörte das Weiden von Vieh, das bis zur Ernte unter Aufsicht geschehen musste, da freilaufende Rinder, Schafe und Ziegen die Felder der Bauern abgefressen hätten. Das Hüten der Tiere war die Arbeit von Jungen (gopalas) und Mädchen (gopikās) im Alter von etwa 10 bis 16 Jahren, die jedoch stets nach Geschlechtern getrennt unterwegs waren; beide Gruppen mussten flink und aufmerksam sein, denn die Tiere entkamen schnell ihrer Obhut. Beim Tränken der Tiere am Fluss nahmen die Mädchen manchmal ein Bad, wobei sie ihr einziges Kleidungsstück – eine lange Stoffbahn (Sari) – ablegten, was den Jungen des Dorfes die Gelegenheit zu heimlichen Beobachtungen bot.
Eine bedeutende Kunstform, in der die mythischen Erzählungen um Krishna und den Gopis inszeniert werden, ist das religiöse Tanztheater Ras lila.

## Mythologie
Diese Urerfahrungen des ländlichen Lebens sind auch in die Mythologie der Hindus eingegangen und spielen im 10. Buch des Bhagavatapurana in den Geschichten des Gottes Krishna eine große Rolle. Dieser – selbst noch ein Hirtenjunge – nahm die Saris der Gopīs und kletterte damit auf einen Baum; die Mädchen mussten also unbekleidet vor ihm erscheinen und ihn um die Herausgabe bitten. Diese Legende kennt in Indien jedes Kind; auf Miniaturmalereien ist sie seit dem 16. Jahrhundert unzählige Male – meist in recht züchtiger Weise – dargestellt worden. In der klassischen indischen Bildhauerei erscheint sie dagegen nicht. Eine der Gopīs, Radha, wurde die wichtigste Gefährtin Krishnas – beide werden oft zusammen (manchmal sogar als eine Person) dargestellt.
Als Erwachsener treibt Krishna durch sein nächtliches Flötenspiel die Frauen des Dorfes zur Raserei; diese vernachlässigen ihre häuslichen Pflichten, lassen alles stehen und liegen und vergnügen sich mit ihm im Wald von Vrindavan.

## Symbolik
Die recht lockere und scherzhafte, zuweilen aber auch angespannte und schmerzvolle Beziehung zwischen Krishna und den Gopīs (insbesondere zu Radha) gilt als eines der Urbilder irdischer, aber auch göttlicher Liebe (Bhakti): Die Liebe eines Gottes gehört allen Menschen gleichermaßen, während die Hingabe eines Menschen in der Regel nur an einen Gott erfolgt.
„Das Wesen wahrer Hingabe ... verursacht Gänsehaut, Tränen, Verlust der Selbstbeherrschung und Raserei. Die den Herrn wahrhaft lieben, verhalten sich wie die gopis. Sie lassen nichts zwischen sich und den Herrn treten... In ihrer Gleichgültigkeit gegenüber normalen sozialen Rollen, in ihrer extremen Aufwallung der Gefühle und Tollheit dienen die gopis als ein treffendes Gleichnis für die göttlich-menschliche Liebesgeschichte.“